# کاکوکو اتپه
کاکوکو اتپه (انگلیسی: Kakoko Etepé؛ زادهٔ ۲۲ نوامبر ۱۹۵۰) بازیکن فوتبال اهل جمهوری دموکراتیک کنگو بود.
از باشگاه‌هایی که در آن بازی کرده‌است می‌توان به باشگاه فوتبال زاربروکن و باشگاه فوتبال اشتوتگارت اشاره کرد.
وی همچنین در تیم ملی فوتبال زئیر بازی کرده‌است.